# Mike Todd
Michael "Mike" Todd (nascido Avrom Hirsch Goldbogen; Minneapolis, 22 de junho de 1909 - Grants, 22 de março de 1958) foi um produtor de cinema e teatro estadunidense, mais conhecido por sua produção em 1956 de A Volta ao Mundo em 80 Dias, pela qual ganhou um Oscar de melhor filme. Ele é conhecido como o terceiro dos sete maridos de Elizabeth Taylor e é o único a quem ela não se divorciou (ele morreu em um acidente um ano após o casamento). Ele foi a força motriz por trás do desenvolvimento do formato de filme widescreen Todd-AO.